# Monthly Notices of the Royal Astronomical Society
Monthly Notices of the Royal Astronomical Society (MNRAS) — один из ведущих в мире научных журналов по астрономии и астрофизике. Импакт-фактор журнала в 2009 году — 5,103.
MNRAS непрерывно издаётся c 1827 года и публикует рецензируемые статьи и письма об оригинальных исследованиях по астрономии и астрофизике. Несмотря на название, журнал не является ежемесячным и не содержит известий Королевского астрономического общества.

## История
Первый номер MNRAS был напечатан 9 февраля 1827 как Monthly Notices of the Astronomical Society of London и с тех пор издание журнала является непрерывным. Современное имя журнал приобрел уже со второго тома, после того, как Лондонское астрономическое общество стало Королевским астрономическим обществом (RAS). Ежемесячные известия RAS в журнале публиковались до 1960 года, когда их публикация была передана новому журналу Quarterly Journal of the Royal Astronomical Society (1960—1996), ставшему затем журналом Astronomy & Geophysics (с 1997 года). До 1965 года MNRAS издавался самим RAS, затем от имени RAS издательством Blackwell Scientific Publications (сейчас Wiley-Blackwell).
Журнал в настоящее время не является ежемесячным. Каждый год издаётся тридцать шесть выпусков, разделённых на девять томов.

## Содержание
MNRAS публикует рецензируемые статьи об оригинальных исследованиях по астрономии и астрофизике двух видов: статьи без ограничения длины и письма, которые могут быть опубликованы быстрее, но ограничены пятью страницами. Письма ранее печатались на страницах розового цвета, но сейчас публикуются только в онлайн-версии журнала, а в печатном издании отражаются лишь в содержании. Редакционный контроль над журналом со стороны RAS осуществляется через редакционный совет, состоящий из профессиональных астрономов. Главным редактором является в настоящее время Дэвид Флауэр.

## Открытый доступ
Декларируемая RAS политика состоит в том, чтобы «фокусироваться на высоком качестве статей через их строгое рецензирование и, насколько практически возможно, обеспечить их свободную публикацию». Авторы не оплачивают публикацию, стоимость которой перекладывается на подписчиков MNRAS. В своём другом журнале Geophysical Journal International RAS экспериментировала с открытым доступом, взимая с авторов (при их желании) плату за публикацию (модель гибридного открытого доступа), при бесплатном доступе для открытых публикаций для всех желающих. Эта модель может быть перенесена и на MNRAS. Однако члены RAS обеспечиваются бесплатным онлайн-доступом ко всем журналам RAS, что является одним из прав членов общества. Электронные PDF-версии статей MNRAS становятся доступны для загрузки через 36 месяцев после публикации через Astrophysics Data System (модель открытого доступа с задержкой), но не через сайт издательства Blackwell. MNRAS также разрешает авторам держать свои статьи в архивах на персональных веб-страницах, в репозиториях институтов и на сервере arXiv в разделе astro-ph. Авторы перед публикацией не подписывают договор о передаче копирайта RAS или Blackwell Publishing, но должны предоставить им эксклюзивную лицензию на публикацию.